# Râul Valea Lacului, Moieciul Rece
Râul Valea Lacului este un afluent al râului Moieciul Rece. 

## Hărți
- Harta județului Brașov